# 黄法ク
黄法𣰰（こう ほうく、518年 - 576年）は、南朝梁から陳にかけての軍人。字は仲昭。本貫は巴山郡新建県。

## 経歴
若くして強健敏捷で胆力があり、日に300里を歩き、3丈の距離を跳躍できたといわれる。侯景の乱が起こると、法𣰰は郷里で兵を集めた。巴山郡太守の賀詡が江州に向かうと、法𣰰は留守を預かって監知郡事をつとめた。陳霸先が建康の援軍として嶺南から北上してきたが、李遷仕がその進軍をさまたげた。陳霸先が周文育に命じて西昌に駐屯させると、法𣰰は兵を派遣して周文育を助けた。法𣰰が新淦県に進出したところ、侯景の派遣した行台の于慶が豫章郡に入り、于慶の分隊が新淦県に来襲したため、法𣰰はこれを迎え撃って撃破した。陳霸先が周文育を派遣して于慶を討たせると、法𣰰は周文育と合流して、笙屯で于慶を撃破した。
湘東王蕭繹が承制すると、法𣰰は超猛将軍・交州刺史に任じられ、新淦県令を兼ね、巴山県子に封じられた。承聖3年（554年）、明威将軍・游騎将軍の号を受け、爵位は侯に進んだ。承聖4年（555年）、貞陽侯蕭淵明が帝を称すると、左驍騎将軍の号を受けた。敬帝が即位すると、新建県侯に改封された。
太平元年（556年）、江州の4郡を分割して高州が置かれると、法𣰰は使持節・散騎常侍・都督高州諸軍事・信武将軍・高州刺史となり、巴山に駐屯した。蕭勃が欧陽頠を派遣して法𣰰を攻撃してくると、法𣰰は欧陽頠と戦って撃破した。
永定2年（558年）、王琳が李孝欽・樊猛・余孝頃を派遣して周迪を攻撃すると、法𣰰は兵を率いて周迪を助け、余孝頃ら3将を捕らえた。宣毅将軍に進んだ。王琳と戦った功績により、平南将軍・開府儀同三司の位を受けた。永定3年（559年）、熊曇朗が金口で反乱を起こし、周文育を殺害すると、法𣰰は周迪とともに熊曇朗を討った。法𣰰は周迪とともに南中の兵を率いて城を築いて熊曇朗を包囲し、王琳との連絡を遮断させた。王琳が敗走すると、熊曇朗は孤立して人心を失い、逃亡先の村中で殺害されて、反乱は鎮圧された。
陳蒨が即位すると、法𣰰は安南将軍に進んだ。天嘉2年（561年）、周迪が反乱を起こすと、法𣰰は兵を率いて都督の呉明徹と合流し、周迪を工塘で討った。周迪の乱が鎮圧されると、法𣰰は凱旋して使持節・散騎常侍・都督南徐州諸軍事・鎮北大将軍・南徐州刺史に任じられた。赴任しないうちに、都督江呉二州諸軍事・鎮南大将軍・江州刺史に転じた。天嘉6年（565年）、召還されて中衛大将軍の号を受けた。
天康元年（566年）、廃帝が即位すると、法𣰰の爵位は公に進んだ。光大元年（567年）、使持節・都督南徐州諸軍事・鎮北将軍・南徐州刺史として出向した。光大2年（568年）、都督郢巴武三州諸軍事・鎮西将軍・郢州刺史に転じた。
太建元年（569年）、征西大将軍に進んだ。太建2年（570年）、召還されて侍中・中権大将軍の位を受けた。太建4年（572年）、使持節・散騎常侍・都督南豫州諸軍事・征南大将軍・南豫州刺史として出向した。太建5年（573年）、呉明徹が北伐して秦郡に進出すると、法𣰰は都督として歴陽に進出した。北斉の歴陽王元景安が5万の兵を率いて歴陽の救援にあらわれ、小峴に築城したため、法𣰰は左衛将軍の樊毅を大峴に派遣して元景安を撃破させた。法𣰰は歴陽城に対する攻勢を強めた。歴陽の北斉軍がひとたび降伏を申し出ると、法𣰰は攻撃をゆるめたが、そのあいだに北斉軍は歴陽の防備を固めなおしたため、法𣰰はその背信に激怒した。法𣰰は歴陽を猛攻して陥落させると、歴陽の城兵を殺し尽くした。法𣰰が合肥に進撃すると、北斉から南朝陳に降る者が続出したため、法𣰰は軍士に略奪をいましめ、投降者たちの労をねぎらい、かれらと盟約を結ぶと、自由にして本領に帰させた。功績により侍中の位を加えられ、義陽郡公に改封された。この年のうちに、都督合霍二州諸軍事・征西大将軍・合州刺史に転じた。太建7年（575年）、都督豫建光朔合北徐六州諸軍事・豫州刺史に転じ、寿陽に駐屯した。
太建8年（576年）10月、死去した。享年は59。侍中・中権大将軍・司空の位を追贈された。諡は威といった。
子の黄玩が後を嗣いだ。

## 伝記資料
- 『陳書』巻11 列伝第5
- 『南史』巻66 列伝第56
- 黄法𣰰墓誌